# ミカ・タレッサ・トッド
ミカ・タレッサ・トッド（Mika Taressa Todd、1984年5月28日 - ）は、アメリカ合衆国・ハワイ州ホノルル出身の女性歌手。一時日本で、ハロー!プロジェクトのアイドルグループ、ココナッツ娘。とミニモニ。のメンバーとしても活動していた。身長150cm。血液型A型。ハロー!プロジェクト時代の芸名は、初期はミカ・トッド、中 - 後期はミカ。日本名は黒澤美歌（くろさわ みか）。

## 略歴
- 1998年12月20日、ソニー・ミュージック主催The Pacific Dream Pop Singer Contestで3rd Prize（特別賞）受賞。
- 1999年7月23日、ココナッツ娘（現・ ココナッツ娘。）として日本でCDデビュー。
- 2000年10月、ミニモニ。に加入する。
- 2001年1月、ミニモニ。正式デビュー。
- 2003年3月29日、矢口真里からミニモニ。のリーダーを受け継ぐ。
- 2004年5月2日、ロサンゼルス留学の為、ココナッツ娘。とミニモニ。を卒業。
- 2004年5月29日、東京都葛飾区でのライブ「ジョニー・トッド JAZZ NIGHT〜スパイダー・ウォーク Vol.3」に出演。
- 2005年5月27日、東京都葛飾区でのライブ「ジョニー・トッド JAZZ NIGHT〜スパイダー・ウォーク Vol.4」に出演。
- 2017年にミカがブラジリアン柔術をやっているとツイッターで情報が流れた[1]。

## 人物
- 父親がオーストラリア人で母親が日本人。父親は、ハワイ在住のジャズピアニストであるジョニー・トッドであり、自身が渡米後は、音楽の勉強の傍ら、父と共に世界各地でライブ活動をしている。
- 現在はハワイに在住。夫は映画俳優、ダンスアクター、武道家のホリベ・コール（Cole Horibe[2]）。
- ツイッターおよびインスタグラム・フェイスブックは英語表記である。また、フェイスブックではミニモニ。在籍当時の画像を公開している。

## 作品
ハロー!プロジェクト時代の音楽活動は、所属各ユニットの項目を参照。
- 『Mika』（2005年5月27日）

## 出演

### テレビ
- おはスタ（2001年 - 2004年、テレビ東京）不定期
- Mの黙示録（2001年4月 - 9月30日、テレビ朝日）
- 美少女教育II（2002年4月 - 9月、テレビ東京）
- ドラマ愛の詩 ミニモニ。でブレーメンの音楽隊（2004年、NHK教育テレビ）
- Da Jammies（2006年、アメリカ）声の出演

### 映画
- ミニモニ。じゃムービー お菓子な大冒険!（2002年）
- 劇場版とっとこハム太郎 第1弾〜第3弾（2001年 - 2003年）「ミニハムず」として

### ミュージカル
- LOVEセンチュリー ―夢はみなけりゃ始まらない― （2001年5月3日 - 27日、モーニング娘。主演）
- 江戸っ娘。忠臣蔵 （2003年5月31日 - 6月29日、モーニング娘。主演）

## 書籍
- MIKAのイケてる英会話（2002年5月1日、小学館）
- ココナッツ娘。の楽しいハワイ留学（2002年8月5日、ワニブックス）

## 参加ユニット
- ココナッツ娘。
- シャッフルユニット
  - 青色7（2000年）
  - 10人祭（2001年）
  - ハッピー♥7（2002年）
  - 7AIR（2003年）
- ミニモニ。